# Mammillaria compressa
Mammillaria compressa (укр. Мамілярія стиснута, Мамілярія компреса) — сукулентна рослина з роду мамілярія родини кактусових.

## Етимологія

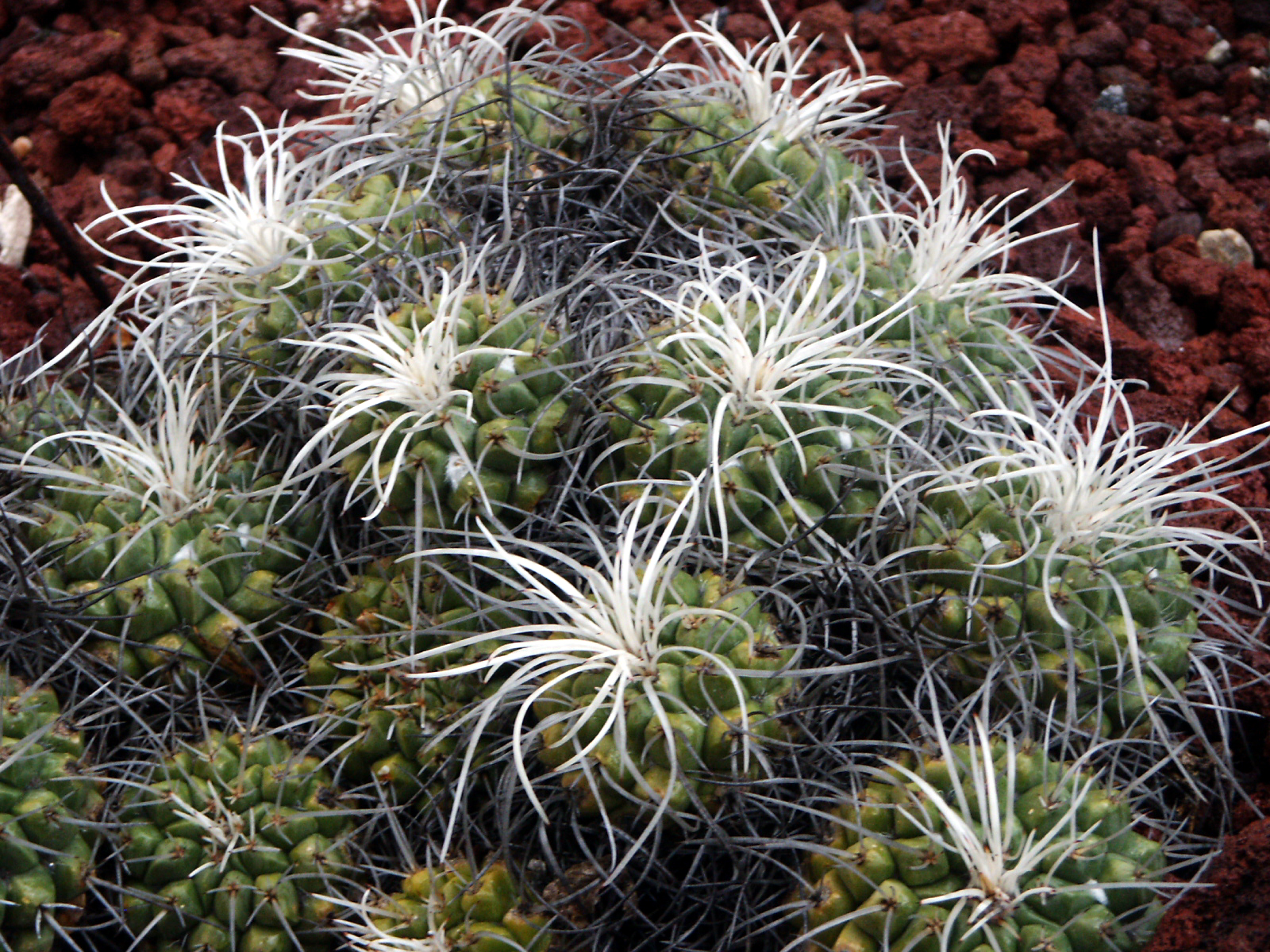
Mammillaria compressa в Гантінгтонському ботанічному саду (США)

Видова назва походить від лат. compressa — стиснута, що вказує на форму стебла.

## Ареал
Ареал зростання — Мексика, штати Ідальго, Гуанахуато, Нуево-Леон, Керетаро, Тамауліпас і Сан-Луїс-Потосі, на висоті від 1 300 до 2 240 метрів над рівнем моря.

## Морфологічний опис
Рослини спочатку одиночні, пізніше формують масивні групи, до 1 метра завширшки, іноді утворюють зарості.

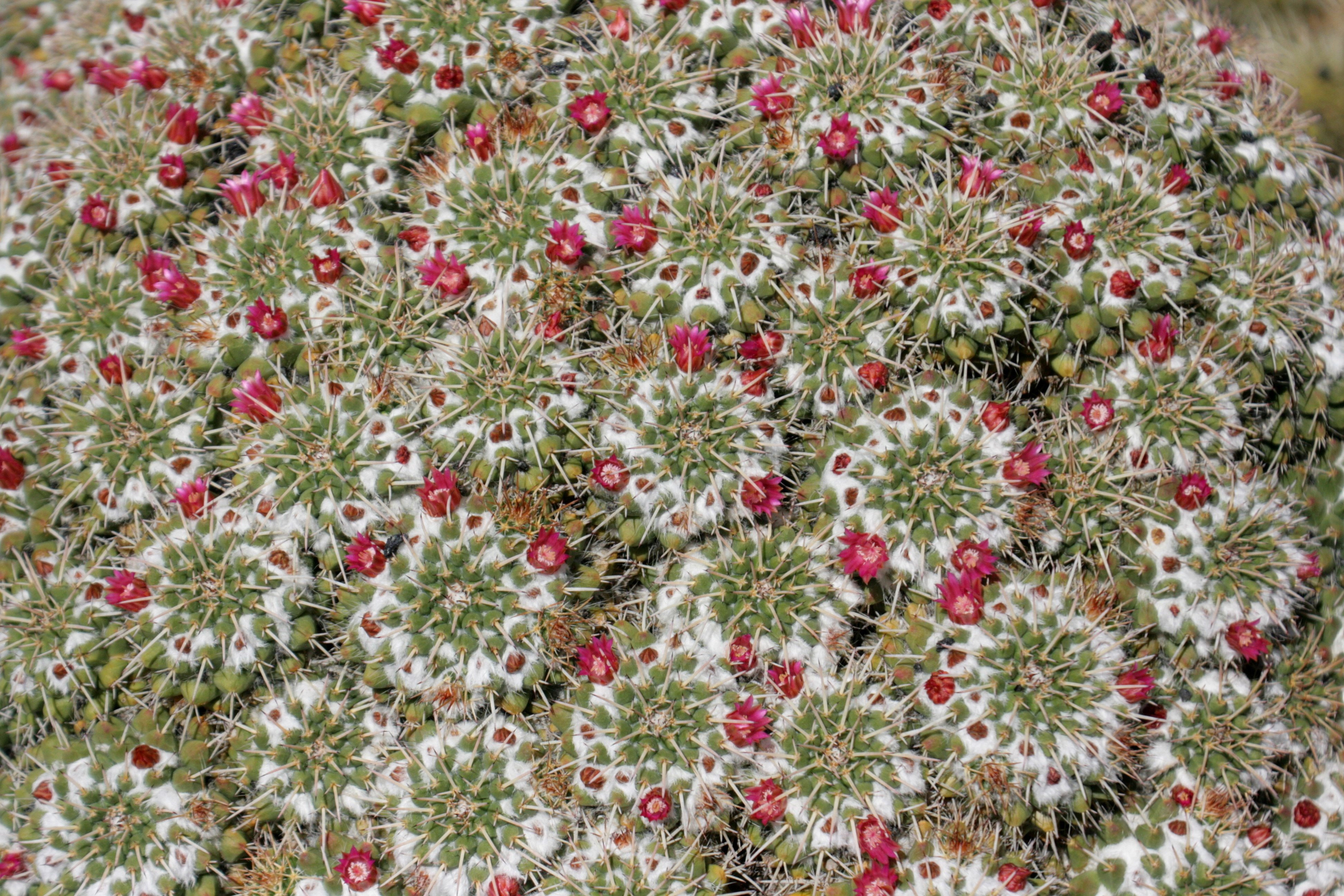
Mammillaria compressa в ботанічному саду
«Сад кактусів» (Канарські острови)

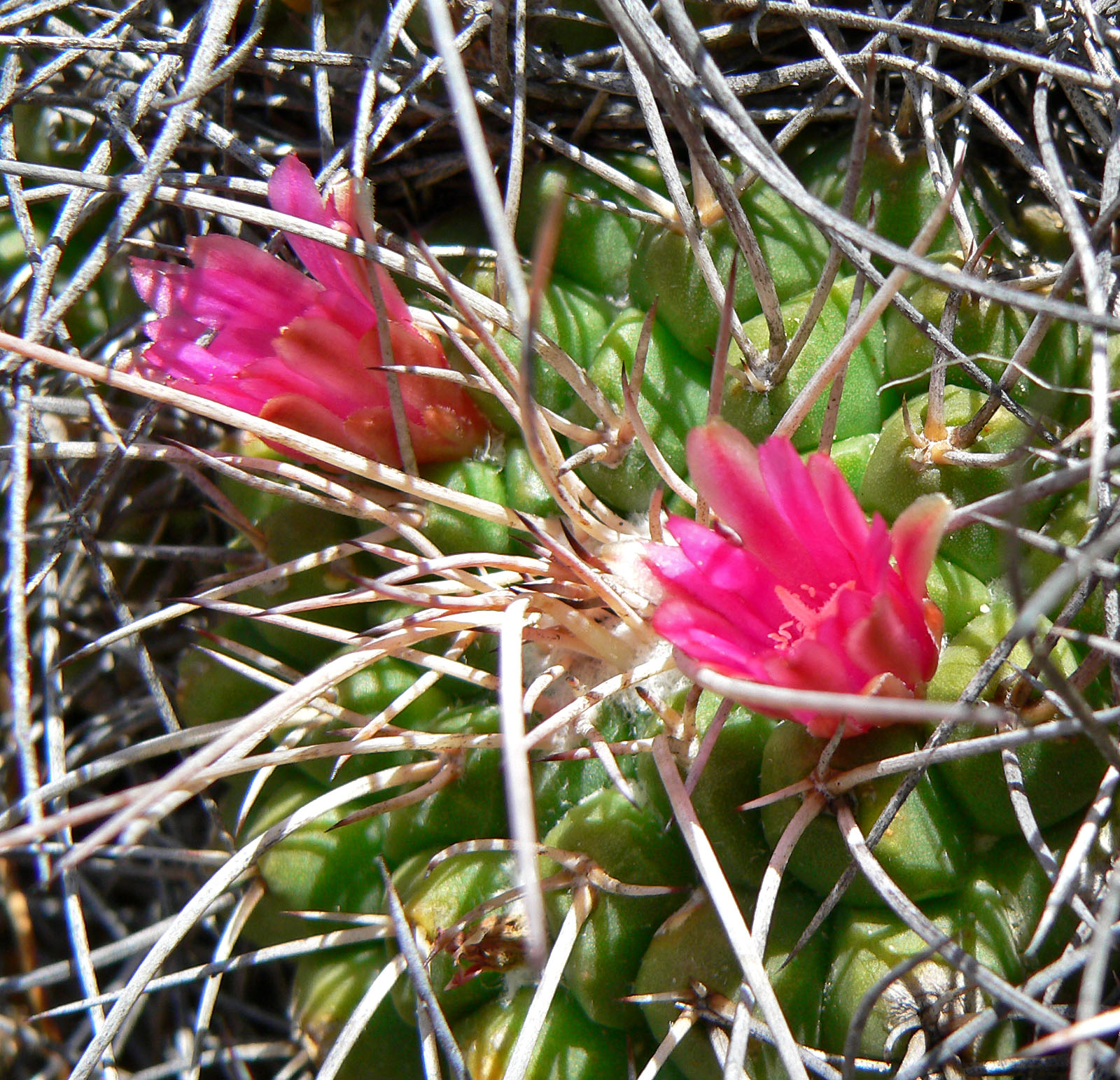
Квіти та колючки
Mammillaria compressa

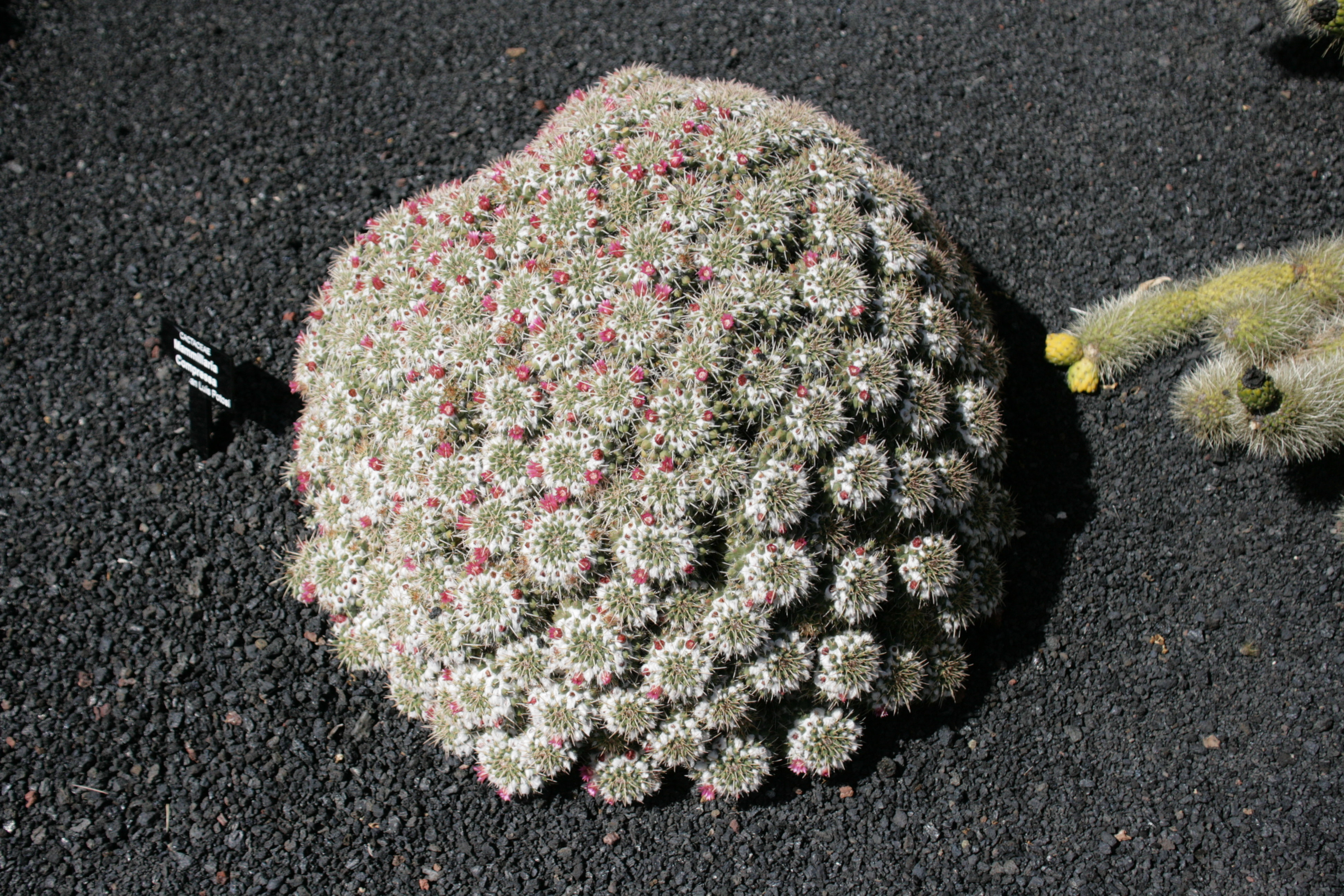
Кущ Mammillaria compressa

| Орган              | Опис |
| Коріння            | |
| Стебло             | булавоподібне до циліндричного, в групі виділяються великі основи від 8 до 10 см в діаметрі і трохи вищі, інші стебла в групі дрібніші і розташовані тісніше, приблизно від 7 до 8 см в діаметрі і приблизно такі ж заввишки.                                            |
| Епідерміс          | синювато-сіро-зелений. |
| Маміли             | близько-розташовані, тверді, незграбні, кілеподібні, з молочним соком. |
| Ареоли             | |
| Аксили             | з пухом і щетинками. |
| Колючки            | досить мінливі за довжиною і забарвленням, але зазвичай вапняно-білі, з коричневими кінцями. |
| Центральні колючки | колючки відсутні, зрідка — 2. |
| Радіальні колючки  | 4-6, нерівні, вапняно-білі з коричневими кінцями, завдовжки 20-70 мм, деякі дуже короткі, розміщені по центру нерівні за довжиною, нижні довші іноді до 7 см або більше. Іноді буває 1-3 додаткові короткі колючки, більш схожі на радіальні, ніж на центральні колючки. |
| Квіти              | дзвоникоподібні, багрянисто-пурпурно-рожеві, 10-15 мм завдовжки і в діаметрі. |
| Бутони             | |
| Зовнішні пелюстки  | |
| Внутрішні пелюстки | |
| Тичинки            | |
| Маточка            | |
| Плоди              | булавоподібні, червоні. |
| Насіння            | коричневе. |

## Підвиди
Визнано два підвиди Mammillaria compressa:
- Mammillaria compressa subsp. compressa

Рослини формують великі групи.

 Центральних колючок немає.

 Ареал зростання — штати Ідальго і Керетаро.
- Mammillaria compressa subsp. centralifera (Repp. 1989) D.R.Hunt 1997

Цей підвид має північніше місцезростання.

 Mammillaria compressa subsp. centralifera виділена в окремий підвид за її виключно довгі центральні колючки, до 6 см завдовжки, спрямовані вниз, вапняно-білі з темно-коричневими кінцями. У культурі рослині необхідно досягти досить дорослого віку, щоб отримати колючки такої довжини.

 Рослини часто поодинокі, іноді кущаться.

 Радіальних колючок — 4-5, від 2 до 12 см завдовжки, прямі або зігнуті, білуваті з чорними кінцями.

 Центральних колючок — 1 або 2, від 1 до 6 см завдовжки, ікольчатие, гладкі, жовті з чорними кінцями, одна набагато довше і вигинається вниз.

 Квіти, плоди та насіння — такі ж як і у типового виду.

 Ареал зростання — штати Керетаро, Тамауліпас і Сан-Луїс-Потосі, на висоті від 850 до 2 150 метрів над рівнем моря).

## Використання
У Мексиці плоди цих кактусів вживають в їжу. Самі рослини збираються для декоративних цілей.

## Охоронні заходи
Mammillaria compressa входить до Червоного Списку Міжнародного Союзу Охорони Природи видів, з найменшим ризиком (LC). Серйозні загрози для цього виду відсутні, однак деякі субпопуляції постраждали через збирання диких рослин в комерційних цілях.
Охороняється Конвенцією про міжнародну торгівлю видами дикої фауни і флори, що перебувають під загрозою зникнення (CITES).